# قیری و پردار کردن

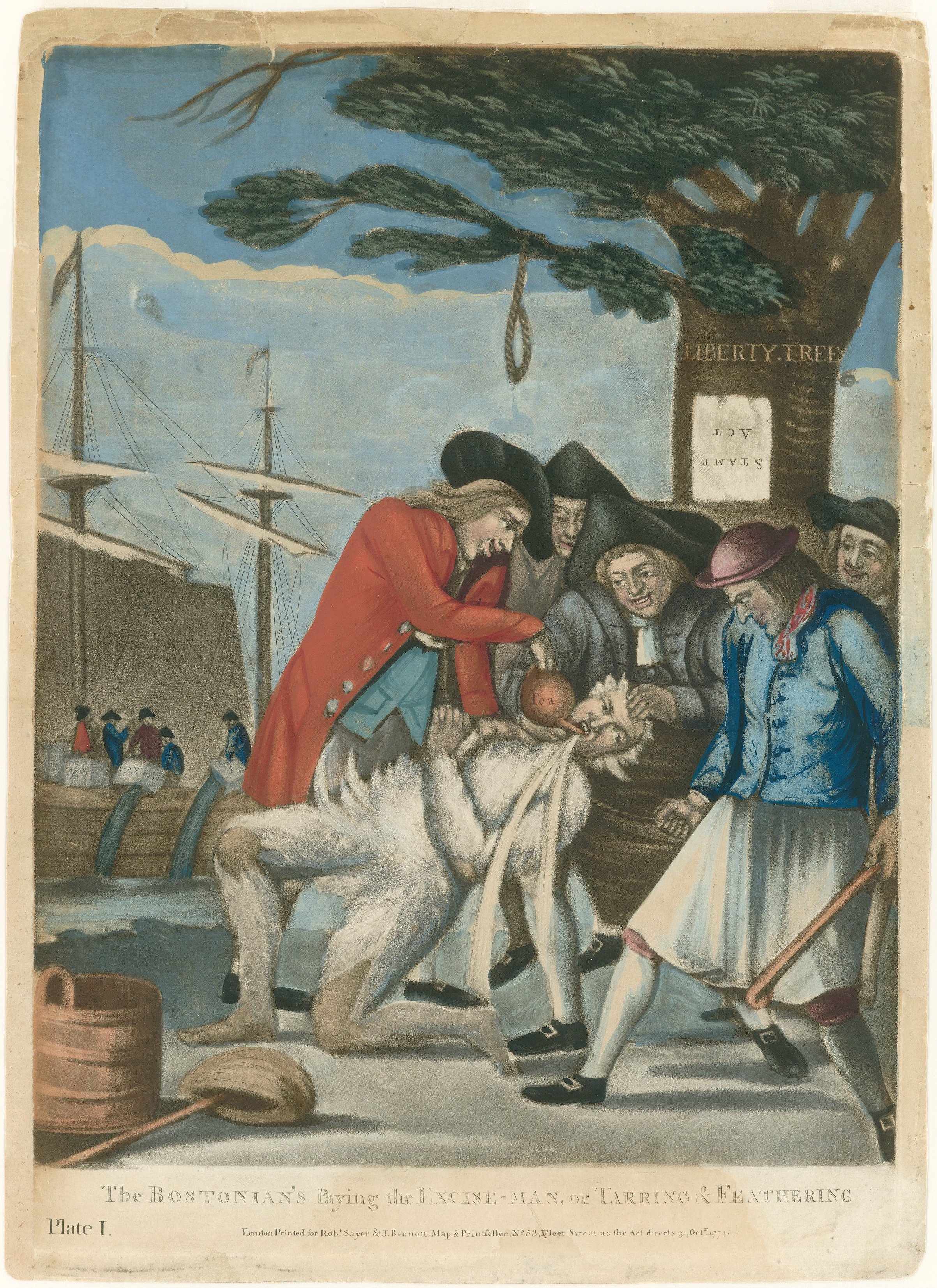
Bostonians Paying the Excise-Man، چاپ بریتانیایی ۱۷۷۴ توسط فیلیپ داو که قیری و پردار کردن جان مالکوم، کمیسر گمرک بوستون را به تصویر می‌کشد. این دومین باری بود که مالکوم قیری و پردار شده بود.

قیری و پردار کردن (به انگلیسی: Tarring and feathering) نوعی شکنجه و مجازات عمومی است که برای اجرای عدالت یا انتقام غیررسمی استفاده می‌شود. در اروپای فئودالی و مستعمرات آن در اوایل دوره نوین و همچنین در مرزهای اولیه آمریکا بیشتر به عنوان نوعی انتقام از اوباش استفاده می‌شد.
در این روش قربانی را برهنه می‌کردند یا تا کمر برهنه می‌کردند. قطران چوب (گاهی داغ) را در حالی که فرد بی‌حرکت بود، بر روی او ریخته یا رنگی می‌شود. سپس، یا پرهایی را روی قربانی می‌انداختند یا انبوهی از پرها را می‌پیچیدند تا به قیر بچسبند.
تصویر یک قانون‌شکن قیری و پردار شده، استعاره‌ای برای انتقاد شدید عمومی است.